# Walter Schulz (SA-Mitglied)
Walter Hermann Julius Friedrich Schulz (* 2. September 1897 in Kolberg; † 2. Juli 1934 in Stettin) war ein deutscher SA-Führer und Opfer des Röhm-Putsches.

## Leben und Tätigkeit

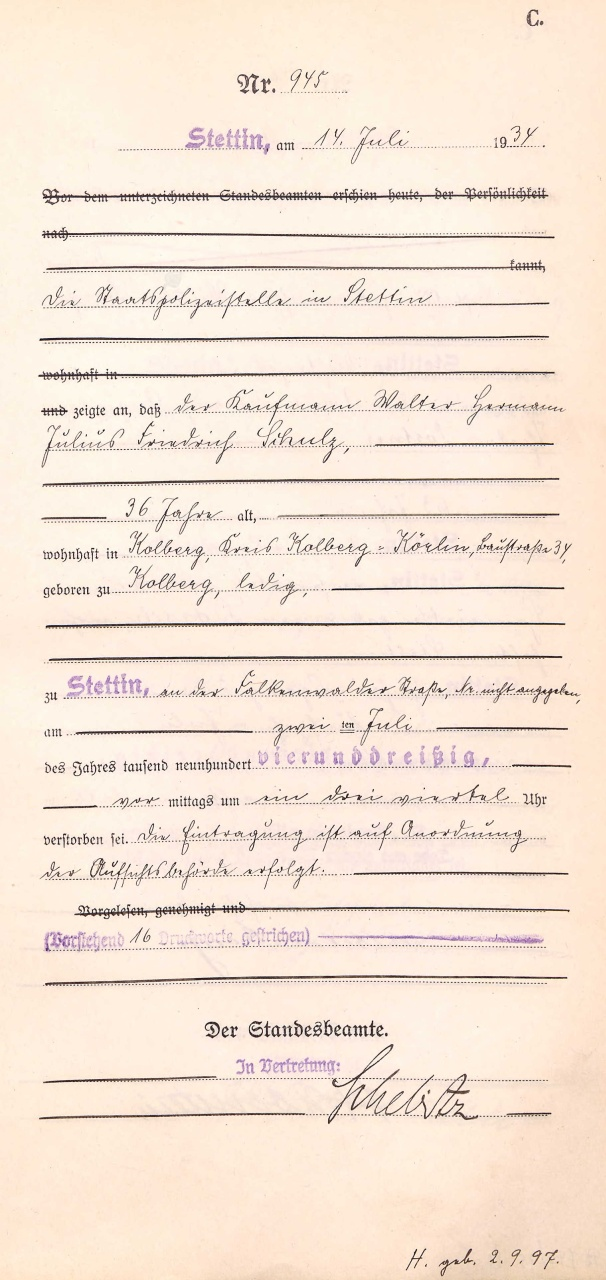
Sterbeurkunde von Walter Schulz (Standesamt 1934).

Schulz war ein Sohn des Kaufmanns August Friedrich Hermann Schulz (1859–1937) und seiner Frau Anna Wilhelmine Antonie, geb. Bertinetti (1872–1927). In seiner Jugend nahm Schulz am Ersten Weltkrieg teil. Bei Kriegsende schied er als Oberleutnant aus der Armee aus. Seit 1919 gehörte Schulz dem Freikorps Roßbach an. 1920 war er als Freund von Edmund Heines in die Vorgänge um den Fememord im Kreis Greifenhagen an dem Landarbeiter Willi Schmidt beteiligt, der 1927 den Gegenstand des Stettiner Fememordprozesses bildete. Dabei wurde Schulz selbst wie Heines in Haft genommen, musste aber schließlich aus Mangel an Beweisen wieder auf freien Fuß gesetzt werden.
Während der Weimarer Republik verdiente Schulz seinen Lebensunterhalt als Kaufmann und Prokurist. Politisch tat er sich bis 1933 nicht mehr hervor: Nach der Machtergreifung der Nationalsozialisten im Frühjahr 1933 trat Schulz zum 1. Mai 1933 in die NSDAP (Mitgliedsnummer 1.853.763) ein. Außerdem wurde er Mitglied der Sturmabteilung (SA), in der er im Sommer 1933 zum SA-Sturmbannführer in der Funktion eines Adjutanten des ehemaligen Freikorpsführers Peter von Heydebreck im Stab von Schulzs altem Freund Heines, zu diesem Zeitpunkt Führer der SA-Gruppe Schlesien, ernannt wurde.
Nach der im September 1933 erfolgten Ernennung Heydebrecks (offizieller Dienstantritt zum 15. September 1933) zum Führer der SA-Gruppe Pommern begleitete Schulz ihn nach Stettin, dem Sitz der Führung der Gruppe. Mit Wirkung zum 1. Dezember 1933 wurde Schulz schließlich zum Stabsführer der rund 200.000 Mann umfassenden Gruppe ernannt.
Am 30. Juni oder 1. Juli 1934 wurde Schulz anlässlich der Röhm-Affäre in Stettin verhaftet. Laut Richard Bessel gehörte Schulz zu mehr als 50 SA-Funktionären, die während der Säuberungsaktion in Stettin verhaftet und anschließend in Zellen oder Büros eingesperrt wurden, bis am Abend des 2. Juli 1934 ein Befehl der Berliner Gestapo-Zentrale in Berlin einging, zwanzig als besonders wichtige Gefangene nach Berlin zu transportieren. Ebenfalls Bessel zufolge erging mit Bezug auf Schulz ein Sonderbefehl, infolge desselben er nach der Ankunft in Berlin erschossen wurde. Schulzs Sterbeurkunde beim Standesamt Stettin vom 14. Juli 1934 gibt demgegenüber an, dass er um 1.45 Uhr morgens am 2. Juli 1934 in der Falkenwalder Straße in Stettin (dem Stettiner SS-Quartier) starb. In der offiziellen Totenliste der zur Röhm-Affäre wurde kein Todesort für Schulz angegeben. Bessel verweist mit Blick auf die mutmaßlichen Gründe für Schulzs Exekution darauf, dass dieser in dem Ruf stand, übermäßig viel Alkohol zu konsumieren und sich häufig ungebärdig und gewalttätig zu benehmen (a reputation for drunken, rowdy and brutal behaviour).
Am 14. August 1934 ersuchte der neue Kommandeur der SA in Pommern, Gruppenführer Friedrich, um die Einleitung eines Hochverratsverfahrens gegen den SA-Standartenführer Doelger, was er damit begründete, dass dieser „intime Beziehungen“ zu „Heydebreck, Spreti, Schulz und Karpenstein“ unterhalten und „deshalb von deren Plänen gewusst habe“. Aus angeblich bei Schulz gefundenen Akten soll zudem hervorgegangen sein, dass die SA-Standarte 9 den Auftrag gehabt habe, die Kolberger und Belgarder Kasernen zu besetzen.
Zum 7. Juli 1934 wurde Schulz posthum unter Enthebung von seiner bisherigen Dienststellung und unter Aberkennung seines Dienstgrades aus der SA ausgeschlossen.